# Suite française (Poulenc)
Suite française d'apres Claude Gervaise o simplemente Suite française es una suite para orquesta de instrumentos de viento, percusión y clavecín (o arpa ad libitum) de Francis Poulenc. Fue compuesta en estilo neoclásico en 1935 para la obra la Reine Margot de Édouard Bourdet, y se inspiró a raíz de Le livre de danceries, una colección de danzas de Claude Gervaise.

## Estructura
1. Bransle de Bourgogne
2. Pavane
3. Petite marche militaire
4. Complainte
5. Bransle de Champagne
6. Sicilienne
7. Carillon

- Una interpretación típica dura 14 minutos.

## Fuente
- François-René Tranchefort (1986). Guide de la musique symphonique, ed. Fayard  p. 585

- Datos: Q3503275